# Butiatuvinha
Butiatuvinha é um bairro da cidade brasileira de Curitiba, Paraná.

## História
As primeiras referências ao bairro surgem nas atas da Câmara Municipal, como na de 9 de março de 1782, onde o juiz presidente e os oficiais determinavam que no “Bayrro de Boteatuba” fosse construída ponte sobre o rio Barigui para o bem dos viajantes. Também há registros de 14 de junho de 1783, com a reclamação de um dos moradores que animais de seu vizinho danificavam sua roça, além de 18 de abril de 1831, quando a Câmara determinava a marcação do bairro “Butiatubinha”. Nesta época a região era ocupada por fazendeiros e caboclos e cortada por caminhos importantes utilizados pelos tropeiros para o interior do estado. Em 1878, os primeiros imigrantes italianos ocupam alguns lotes na região, estabelecendo a chamada "Colônia de Santa Felicidade". 
O bairro teve sua denominação e delimitação oficializada, em 1975.